# Autriche aux Jeux olympiques d'été de 1948
L'équipe olympique d'Autriche participe aux Jeux olympiques d'été de 1948 à Londres. Elle y remporte quatre médailles : une en or et trois en bronze, se situant à la vingt-et-unième place des nations au tableau des médailles.

## Médailles
Lors de ces jeux olympiques, l'Autriche remporte quatre médailles : trois en bronze grâce à Fritzi Schwingl en canoë-kayak dans la catégorie 500 m kayak monoplace femme, Ellen Müller-Preis en escrime dans la catégorie fleuret individuel et Ine Schäffer en lancer du poids. L'or sera obtenue par Herma Bauma en lancer du javelot.